# Aaron Keller (Schauspieler)
Aaron Keller (* 1. Februar 1993) ist ein deutscher Schauspieler.

## Leben
Der Sohn des Schauspielers Mark Keller hatte zusammen mit seinem Bruder Joshua seinen ersten kleinen Auftritt 2004 im Fernsehfilm Andersrum, dem Regiedebüt seines Vaters. Als Mark Keller 2008 bei seinem Kumpel Til Schweiger eine Rolle in dessen Klamaukfilm 1½ Ritter – Auf der Suche nach der hinreißenden Herzelinde spielt, übernahm auch Aaron eine Rolle.
2011 war Aaron im Internet-Kurzfilm Grimmsberg, der am 29. Oktober 2011 auf Pro Sieben in sieben Blöcken von drei bis sieben Minuten zwischen Folgen der Serie Die Simpsons gezeigt wurde, zu sehen. Ebenfalls 2011 entstand die deutsch-englisch-schweizerische Co-Produktion Eine dunkle Begierde unter der Regie des Kanadiers David Cronenberg, in der Aaron Keller neben internationalen Stars wie Viggo Mortensen und Keira Knightley zu sehen ist.
Im Sommer 2021 veröffentlichte er seine erste Single Träume.

## Filmografie
- 2004: Andersrum (Fernsehfilm)
- 2008: 1½ Ritter – Auf der Suche nach der hinreißenden Herzelinde, Regie: Til Schweiger
- 2011: Grimmsberg (Internetkurzfilm)
- 2011: Eine dunkle Begierde, Regie: David Cronenberg, u. a. mit Viggo Mortensen und Keira Knightley
- 2013: Der Bergdoktor – Schattenkind